# Фосфорити України
Фосфорити України пов'язані переважно з крейдовими і палеогеновими відкладами.

## Історія
У минулому (1870—1934) велике значення мали родовища на Подністров'ї (в Галичині в Незвиськах, гол. у 1930-х pp.). За промисловим значенням розрізняють перспективні і малоперспективні родовища.
Промислове використання подільських фосфоритів розпочато в 1870 році в приватному Браїлівському маєтку поблизу Жмеринки, де було вирішено використовувати щорічно 15000 пудів фосфоритового борошна. Для помелу фосфоритів використовувалися водяні млини. У 1881 році Лондонська фірма «Маркс Дурляхер і Ко» уклала з польським графом Вонсовича контракт терміном на 10 років на постачання фосфоритів в кількості 600 тисяч пудів щорічно. А в 1905—1910 роках видобуток фосфоритів вже становив 1—1,4 млн пудів (17—23 тис. тонн) на рік. Близько 85 % фосфоритів вивозилося в Польщу, де вони перероблялися на суперфосфат. І тільки в 1912 році, після спорудження в Вінниці суперфосфатного заводу (сучасний хімзавод), почалася їх переробка на місці.
У той час використовувалися тільки, так звані, конкреційні, або «кулясті» фосфорити, мають круглу форму розміром 5—25 см. Це досить високоякісна сировина з вмістом 34—38 % п'яти окису фосфору, придатна для виготовлення як суперфосфату, так і фосфоритного борошна. Вона видобувалася як відкритим способом на схилах річкових долин, так і підземним — штольнями, а також просто вибиралися між інших каменів в руслах річок. На Вінниччині кулясті фосфорити добувалися штольнями на околицях сіл Бернашівка і Теклівка Могилів-Подільського району.
З 1922 року Вінницький суперфосфатний завод щорічно збільшував обсяги переробки подільських фосфоритів і до 1930 року основні легкодоступні поклади виявилися майже відпрацьованими. Тому з 1934 року їх розробка повністю припинилася і завод почав переробляти привізні фосфорити. Після освоєння великих родовищ апатиту на Кольському півострові виробництво повністю перейшло на переробку російського концентрату.
В цілому, для покладів «кулястих» фосфоритів характерна незначна потужність продуктивного шару — переважно 10—30 см, представлена здебільшого одним-двома шарами конкрецій. Місцями потужність істотно збільшується і кількість пластів становить 3—4, а в окремих випадках — 10. З одного квадратного метра площі на найкращих родовищах видобували до 1000—1800 кг фосфоритів.

## Сучасність
Тепер до перспективних родовищ належать Синичино-Яремівське в Харківській обл. (промислові запаси 2387 тис. т, пересічний зміст Р2O5 — 18 %). Фосфорити цих родовищ придатні для виробництва фосфоритного борошна. Малоперспективними є Малокомишуватське й Кременецьке в Харківській обл., Андріївське, Тернівське, Краматорське, Черкасько-Знам'янське, Стецьківське в Сумській обл. Родовища на Поділлі вже майже вичерпані.
Родовища та прояви фосфоритів відомі в межах Волино-Подільської плити, на північному сході і південному заході Дніпровсько-Донецької западини, окраїнах Донецького басейну, в Криму та Закарпатті. Стратиграфічно вони зв'язані з відкладами нижнього кембрію, верхньої крейди (головним чином, сеноману) і палеогену. За походженням — це первинні осадові або вторинні (механічно перевідкладені) фосфорити. Промислові поклади первинних Ф. сеноманського ярусу в північно-західній частині Волино-Подільської плити відомі поблизу с. Незвисько (Незвиське родовище). Вони утворюють тут два горизонти: нижній — у вапняках і верхній — у глауконітових пісках і пісковиках з потужністю відповідно 0,35–0,45 і 0,45–0,70 м і вмістом Р2О5: верхньому — до 8,53 % і нижньому — 5,7 %. Крім того важливим джерелом фосфатної сировини в Україні є родовища високофосфористих керченських залізних руд. Тривалий час потреби сільського господарства задовольнялися в основному за рахунок апатитового концентрату з Кольського півострова, тому дальше розвідування фосфатної сировини в Україні і її вивчення мають першорядне значення.
Що стосується подільський фосфоритів, сьогодні невідпрацьовані залишки запасів на відомих родовищах, які розроблялися, складають по 40—80 тис. тонн. На інших родовищах і перспективних ділянках вони оцінюються в 300—500 тис. тонн. Однак продуктивність цих покладів не перевищує 300 кг на 1 м² площі вироблення. Пошуковими роботами, які проводилися уздовж річкових долин, нових багатих родовищ кулястих фосфоритів не виявлено. Цілком ймовірно, такі родовища з'являються на водороздільних плато, але продуктивний пласт тут залягає на глибині близько 100 м. І доступний для розробки тільки шахтним способом. Проблеми родовищ «кулястих» фосфоритів Поділля полягають також в несприятливих для підземного видобутку умовах залягання фосфоритоносного шару — під пластом переважно кременистих порід. Відкрите видобування, в промислових масштабах, практично не реальне, оскільки фосфорити залягають на глибині 50—120 м. І виходять на поверхню тільки на крутих схилах річкових долин. При таких умовах рентабельність розробки родовищ є досить сумнівною.